# Paul Everac
Paul Everac (născut Petre Constantinescu), (n. 23 august 1924, București – d. 18 octombrie 2011, București), a fost un dramaturg român.

## Biografie
Paul Everac este pseudonimul lui Petre Constantinescu. Clasele primare și liceul le-a făcut la Arad unde părinții săi erau profesori secundari. A urmat apoi Facultatea de Drept din București, fiind în același timp angajat la ziarul “Curentul”, iar mai apoi meditator. În 1948 scrie prima sa operă literară, poemul dramatic Robinson, o căutare patetică de Dumnezeu. Urmează în interval de câțiva ani alte zece piese, în general reinterpretări și parafraze de mituri cunoscute ca Oedip, Ifigenia, Ioan Botezătorul, Noe, sau evenimente ca Revoluția Franceză abordată dintr-un alt unghi, comentarii la Iuliu Cezar, etc. În acest timp funcționează în diferite locuri și ipostaze ca muncitor agricol, cantaragiu de sfeclă, contabil, director de Casă de Economii, muzeograf, mai târziu jurisconsult și apoi șef de protocol la Marea Adunare Națională. Se însoară în 1951 cu o fată din județul Arad, fiică de învățător, cu care are un băiat și o fiică, iar de pe urma lor trei nepoți.
Debutează literar cu proză scurtă spre sfârșitul deceniului 5, iar în 1959 apare cu patru piese de teatru reprezentate în București și provincie, din care trei (“Poarta”, “Ferestre deschise” și “Explozie întârziată”) sunt comentate cu elogii de presa vremii. Urmează apoi alte producții dramaturgice, promovate aproape anual (“Ochiul albastru”, “Costache și viața interioară”, “Himera”, “Ștafeta nevăzută”, “Simple coincidențe”) care îl impun între numele cele mai circulante în opinia teatrală. Îi apare de asemenea microromanul “Don Juan din Grădina Icoanei” și un volum de “Poeme discursive”. Scrie în presa literară, la “Contemporanul”, “România Literară”, “Luceafărul”, “Viața Românească”, dar și în presa zilei, la “Scânteia” și altele. Urmează o nouă serie de piese precum “Camera de alături”, “Paharul cu sifon”, “Baletul electronic”, “A cincea lebădă”, “Ordinatorul”, “Beția Sfântă”, “Salonul”, “Cartea lui Ioviță”, toate de relativ succes, dar mai ales “Un fluture pe lampă”, “Viața e ca un vagon”, “Piatră la rinichi”, care înregistrează mari recorduri de reprezentații și audiență la public. Scrie totodată pentru echipe de amatori circa 40 de piese scurte, participând la concursuri unde repurtează foarte frecvent premiul I (cu “Logodna”, “Cântec din fluier”, “Câteva halbe cu rom”, “Trepte”, “Cadoul”, “Urme pe zăpadă”, “Iancu la Hălmagiu”, “Autograful”, “Dulapul”, și altele), piese din care unele sunt reluate și în teatre profesioniste. 
În 1997, a înființat Fundația "Steaua Carpatină", în casa sa de vacanță de la Podu Dâmboviței, județul Argeș, prin care a desfășurat mai multe manifestări culturale și artistice. În 2008, îi este publicat volumul "Scrisori", cu epistole către personalități ca Ion Iliescu, Constantin Noica, Răzvan Theodorescu, Cristian Tudor Popescu, Adrian Năstase, Mircea Geoană, Corneliu Vadim Tudor, Florin Piersic, Marta Petreu, Gabriela Adameșteanu, Paul Goma, Ion Caramitru, Mircea Dinescu, Augustin Buzura, Mona Muscă și Dan Diaconescu. E tradus în limbi străine, jucat în Anglia, Polonia, fosta RDG, Ungaria. Autor a numeroase scenarii radiofonice și TV ca și de 5 scenarii de film realizate.
A fost ales în mai multe rânduri în Biroul de Conducere al Uniunii Scriitorilor din România și a condus mulți ani Secția de Dramaturgie. A luat premii ale Uniunii Scriitorilor, Academiei Române, Asociației Scriitorilor din București, Ministerului Culturii ș.a. A scos volume de eseuri și proză satirică scurtă (“Sedința balerinelor”, “Funigei peste Alpi”)
După schimbarea de regim politic din decembrie 1989 i s-au tipărit trei volume de teatru incluzând zece piese noi, romanul “Câteva feluri de dragoste”, volumul de nuvele “Câteva feluri de moarte”, volumul de poezii “Poeme crepusculare”, eseuri social-politice ca “Reacționarul” și “Mai are România vreo șansă?”, eseul filozofic “Breviar despre lume și viață” și mai multe volume de tablete între care “La poarta din dos a Europei”. E președintele unei Fundații Culturale ce desfășoară numeroase manifestări publice de o oarecare anvergură privind cultura și arta românească. 
Cele 40 de piese încă nereprezentate constituie o treime din întreaga sa opera dramaturgică.
A făcut și regie de teatru.
A condus Televiziunea Română  (ianuarie 1993-ianuarie 1994) și  Institutul Cultural român de la Veneția. Nu a fost niciodată înregimentat într-un partid politic.
O biografie mai detaliată, cu nuanțe comice și ironice a lui Paul Everac se găsește în volumul său memorial “Revelionul” apărut în anul 2000.
A fost distins cu Ordinul Meritul Cultural clasa I (1971) „pentru merite deosebite în opera de construire a socialismului, cu prilejul aniversării a 50 de ani de la constituirea Partidului Comunist Român”.

### Opera
- Logodna: Piesă într-un act (4 tablouri). [București] : Editura pentru Literatură , 1962
- Cîntec din fluier : piesă într-un act. București : Editura pentru Literatură, 1963
- Ferestre deschise : piesă în trei acte (8 tablouri). București : Editura pentru Literatură, 1963
- O întîlnire neobișnuită : (cîteva halbe cu rom) : piesă într-un act. București : Editura pentru Literatură, 1964
- Cinci piese de teatru. București : Editura pentru Literatură, 1967
- Reflecții despre inteligență : opinii. București : Editura Politică, 1967
- Don Juan din Grădina Icoanei. București : Editura Pentru Literatură, 1968
- Cîteva palme false : piesa într-un act. București, 1968
- Cheta : comedie într-un act și două episoade (3 tablouri). București : Comitetul de Stat pentru Cultură și Artă, 1970
- Urme pe zăpadă : teatru scurt. București : Editura Eminescu, 1971
- Dialoguri contemporane. București : Editura Politică, 1971
- Poeme discursive. Cluj : Dacia, 1972
- Trepte. București : s.n, 1972
- Zestrea : scenariu radiofonic. București : Editura Eminescu, 1973
- Trei piese : eseu, teatru ; cu o pref. de Mihai Gafita. București : Cartea Românească, 1973
- Invitație : [data] ?. ?. 1974 / de Paul Everac și Smaranda Everac. [S. l.], 1974
- Un fluture pe lampă : piesă în două părți. București : Editura Eminescu, 1974
- Consiliul : (Aldica și Bezbunca) : piesă într-un act : (două episoade). București : Consiliul Culturii și Educației Socialiste, 1975
- Teatru. București : Editura Eminescu, 1975
- Încotro merge teatrul românesc? : atitudini și polemici din viața de teatru. București : Editura Eminescu, 1975
- Cadoul : schița dramatică într-un act. București : Consiliul Culturii și Educației Socialiste, 1976
- Teatru pentru amatori : zece piese într-un act. București : Editura Eminescu, 1977
- Gheorghița : piesă într-un act. București : Consiliul Culturii și Educației Socialiste, Institutul de Cercetări Etnologice și Dialectologice, 1977
- Ședinta balerinelor : schițe și tablete. București : Albatros, 1978
- Urme pe zăpadă : [teatru]. București : Editura Eminescu, 1978
- Ședința balerinelor : schițe și tablete ; il. de Constantin Baciu. București : Albatros, 1978
- Butelia : piesă într-un act. București : Consiliul Culturii și Educației Socialiste : Institutul de Cercetări Etnologice și Dialectologice, 1979
- A cincea lebădă : teatru / Paul Everac ; prefața de Valeriu Râpeanu. București : Editura Eminescu, 1982
- Mihai Georgescu - Paradis 20. [S. l.] , 1982
- Viața lumii : teatru. București : Cartea Românească, 1982
- Parabole dramatice : teatru. Cluj-Napoca : Dacia, 1983
- Teatru. București : Editura Eminescu, 1984
- Martor cu păreri proprii. Iași : Junimea, 1984
- Funigei peste Alpi. București : Albatros, 1987
- Aventura umană : (De la Robinson la Remiza) : teatru. București : Cartea Românească, 1989
- Gunoierul : un act. București, 1991
- Lichidarea : piesă într-un act. București, 1991
- Reacționarul : eseu moral-politic. București: Românul, 1992
- Piese ale tranziției.București : Quadrat Press, 1993
- Câteva feluri de moarte. București : Graffiti, 1993
- Râpa cu cartofi : selecție de piese scurte. București : Editura Ministerului de Interne, 1994
- Delirul și plăcinta cu mere. București : Expansion, 1994
- Poeme crepusculare : [versuri]. București : Geneze, 1995
- Încotro ? : Patru piese inedite. București : Editura Eminescu, 1995
- Mai are România vreo șansă? : eseu moral-politic. București : Editura Doris, 1995
- 69 tablete vechi și noi : selecție. [S. l.     : s. n.], 1998
- Mic breviar despre lume și viață : didahiile unui bunic. București: Bren, 2000
- La poarta din dos a Europei : tablete. București : Editura Bren, 2000
- Iară noi, noi democrații...": O cronică a societății postrevoluționare românești în 5 piese. [București : UMC , 2000]
- Revelionul : ...în loc de memorii : soții și pozne ale unui dramaturg serios. [București] : Metropol, 2000
- Întâmplările vieții celui de Al Doilea Paharnic : piesă în două părți. București : Europa Nova, 2001
- Mirador : [teatru] ; [pref. de Mircea Ghițulescu]. București : Editura Muzeul Literaturii Române ; : Asociația Scriitorilor, 2001
- Mic tratat despre corupție urmat de Apel către tâmpiți. București : Editura UMC, 2002
- Ciupercuțe de sezon la Podul Dâmboviței : (incurs fito-fungo-glypto-literar) /Smaranda Diți și Paul Everac. București : Editura UMC, 2002
- Câteva feluri de dragoste : roman. București : Semne, 2002
- Călare peste mileniu : tablete 1999, 2000, 2001. București : Bren, 2002
- Repetatele violuri : trei piese noi din 2002. [București] : Editura Europa Nova, 2003
- În final: Poezii/ Paul Everac. [București] : Bren, 2003
- Resurse și ispite în Țara Muscelului / Ioan Dobrescu, Paul Everac. București : Semne, 2003
- Thalia zurbagie sau Teatrul în tranziție : experiențele unui Dinozaur. București : Semne, 2003
- Robinson : poem dramatic în patru tablouri. București : Semne, 2003
- Nația în perindări tragice : dramaturgie istorică. București : Semne, 2004
- Libertatea mult așteptată și fiicele sale: Tablete. [București] : Ager-Economistul, [2004]
- Mic breviar despre politică : în 21 de propozițiuni. București : Semne, 2005
- Construim cu succes elitismul unilateral dezvoltat : tablete 2004-2005. București : AGER Economistul, 2006
- Nevolnice tâlcuri și rime. București : Semne, 2006
- Ce rămâne dintr-un întreg: lamentații apostazice. București : Semne, 2007
- Armonia plăcerilor : schițe. București : Semne, 2008
- Scrisori. București : Semne, 2008
- 50 de pamflete. București : Roza Vânturilor, 2008
- Acomodări : poeme, poezii, cuplete. București : Semne, 2009
- Piesa Don Juan urmată de alte patru capcane ale idealismului. București : Semne, 2009
- Recreația din urmă: 77 poante și vuvuzele. București : Semne, 2010.
- Discursul unui septic sceptic. București : Semne, 2011
- Inimi de femei iubind : patru piese de teatru precedate de un inventar. București : Bren, 2011
- Valsul - Poezii de dragoste. București : Paideia, 2013.

### Varia
- Puterea libertății : interviuri / Emil Simandan (cu Mihai Buculei; Tudor Popescu; Caius Traian Dragomir; Vasile Igna; Ioan Alexandru (1941-2000); Gheorghe Petrușan; Florin Bănescu; Paltin Nottara; Dumitru Acu; Laurențiu Ulici; Ion Hui; Maria Hui; Titus Popovici; Mircea Cazacu; Valeriu Râpeanu; Vasile Dan; Valentin Silvestru; Horia Medeleanu; Dimitrie Camenita; Gheorghe Schwartz (1945-); Aurel Ardelean (1939-); Vasile Popeangă; Paul Everac (1924-2011); Ștefan Augustin Doinaș (1922-2002): Fundația Culturala "Ioan Slavici", 1995
- In memoriam Paul Everac - ultimul gong/ [editor: Emil Simionescu]. Autor:  Ion I. Bratianu. [București] : Editura Fundației Culturale "Ion I. Brătianu", Cop. 2011.

### Piese reprezentate
Nu toate piesele lui Paul Everac au fost montate. Iată o listă a pieselor montate de teatrele profesioniste:
- Poarta (18.04.1959 Iași, - Ploiești, Pitești, Sibiu)
- Ferestre deschise (21.05.1959  T. Tineretului (Mic), - Arad, Baia Mare, Sibiu, Brăila, Bacău)
- Explozie întârziată (22.98.1959  Ploiești, - Arad,Baia Mare,Bulandra,Botoșani,Oradea magh)
- Descoperirea (23.08.1959  T. Giulești)
- Ochiul albastru (6.05.1961 T. CFR. Giulești, - Iași, Arad)
- Costache și viața interioară (9.04.1962 Iași, - Brăila, Sibiu, Bulandra)
- Ștafeta nevăzută (6.03.1964 TNB,-Cluj m,Tg. Mureș m, Satu Mare m,Timișoara magh)
- Himera (1964 T.Tineretului (Mic))
- Simple coincidențe (20.01.1966 T.Mic, - Timișoara, Pitești, Satu Mare magh, Oradea, Craiova,  Tg. Mureș mag)
- Subsolul (Patimi) (11.01.1967 T. Nottara, - Bârlad, Sibiu, Cluj)
- Contrapuncte (Ifigenia în Tauris, Ana, Urme pe zăpadă) (1968 T. Bulandra)
- Cine ești tu? (Lohengrin sau plăcerea zorilor, Cafea ness cu aproximație, Câteva palme false) (TNB, - Sf. Gheorghe, Constanța)
- Baletul electronic (1969 T.N.Timișoara)
- Camera de alături (25.04.1970 TNB, - Arad, Galați, Tg.Mureș magh., Constanța, Iași)
- Ape și oglinzi (21.04.1971 T. Mic)
- Un fluture pe lampă (4.12.1972 TNB, - Timișoara, Brașov)
- Cititorul de contor (29.09.1973 Oradea, - Bârlad,Timișoara mag.,Sf. Gheorghe, Brașov,T. Mic)
- Viața e ca un vagon? (Luna 11, 1973 Craiova, - T.Mic, Arad, Sibiu)
- Acord (4.11.1976 Arad, - TNB)
- Balustrada (1976 T. Brăila)
- A cincea lebădă (16.11.1978 Brașov, - Timișoara, T.Giulești, Cluj rom și magh, Baia Mare)
- Un pahar cu sifon (22.09.1979 Craiova, - Arad, T.Mic)
- Hai că a fost drăguț! (1979 Turda, Pitești)
- Ordinatorul (Luna 9, 1980 T.Giulești, - Pitești, Craiova, Cluj, Timișoara magh.)
- Salonul (1981 Reșița, - TNB, Arad)
- Beția sfântă (1982 Piatra Neamț)
- În trecere la sectorul 9 (1982 Pitești)
- Drumuri și răscruci (1982 T.N.Iași)
- Havuzul (1982 T.N.Tg.Mureș)
- Cartea lui Ioviță (18.09.1983 Tg.Mureș, - Oradea, Satu Mare, Timișoara, TNB)
- Brățara falsă (1984 T.Nottara)
- Sculptură în os (1986 T.Nottara, - Brașov)
- Ușile împărătești (1987 T.Mic, - Pitești)
- Cei 12 magnifici (Luna 11, 1988 Arad)
- D’ale protocolului (Luna 1, 1990 Teatrul de Comedie)
- La marginea lumii (1992 T.Odeon)
- Lichidarea (22.03.2003 Pitești)

## Filmografie

### Scenarist
- Zestrea (1973)
- Nu filmăm să ne-amuzăm (1975)
- O lebădă iarna (1983)
- Cine are dreptate? (1990)